# Concilie van Troyes
Het Concilie van Troyes  vond plaats op 13 januari 1129 in de Franse stad Troyes en werd bijeengeroepen met als voornaamste doel de officiële erkenning van de Orde van de Tempeliers. Het concilie werd geleid door bisschop Matthieu van Albano.
In het najaar van 1127 zocht Hugo van Payns (1070-1136) naar erkenning voor de orde die hij had opgericht. Hij zag in dat een ridderorde een sterke basis moest hebben in de thuislanden, het Westen dus. Hij vertrok naar Rome met vijf metgezellen (waaronder Godfried van Sint-Omaars) om aan paus Honorius II een officiële erkenning te vragen. De paus stemde ermee in om in Troyes een raad bijeen te roepen om de zaak te bespreken.
Hugo de Payens vertelde tijdens het concilie over het bescheiden begin van zijn werk, dat op dat moment slechts negen ridders had, en benadrukte de dringende noodzaak om een militie te creëren, die de kruisvaarders en vooral de pelgrims op weg naar het Heilig Land, zou beschermen. Hij vroeg aan de raad of ze een regel konden opstellen, waar aan de orde zich moest aan houden. Bernardus van Clairvaux kreeg de opdracht om een regel te schrijven, die werd voorgelezen en goedgekeurd door de leden van de raad. De Tempelregel is daarom in grote mate, een cisterciënzersregel.
De Tempelorderegel of de "soldaat-monnik" regel luidt als volgt, eenvoud, armoede, kuisheid en gebed. De Orde had verschillende namen: de "Militie van de Arme Ridders van Christus", de "Ridders van de Heilige Stad", de "Ridders van de Tempel van Salomo van Jeruzalem", de "Heilige Jeruzalem-Solitaire Militie van de Tempel van Salomo". Na verloop van tijd werd de meest voorkomende naam "Templarios". Het officiële kledingstuk was de witte mantel waar rond 1147 paus Eugenius III bij de aanvang van de Tweede Kruistocht een rode kruis pattée aan toevoegde.